# Safari park

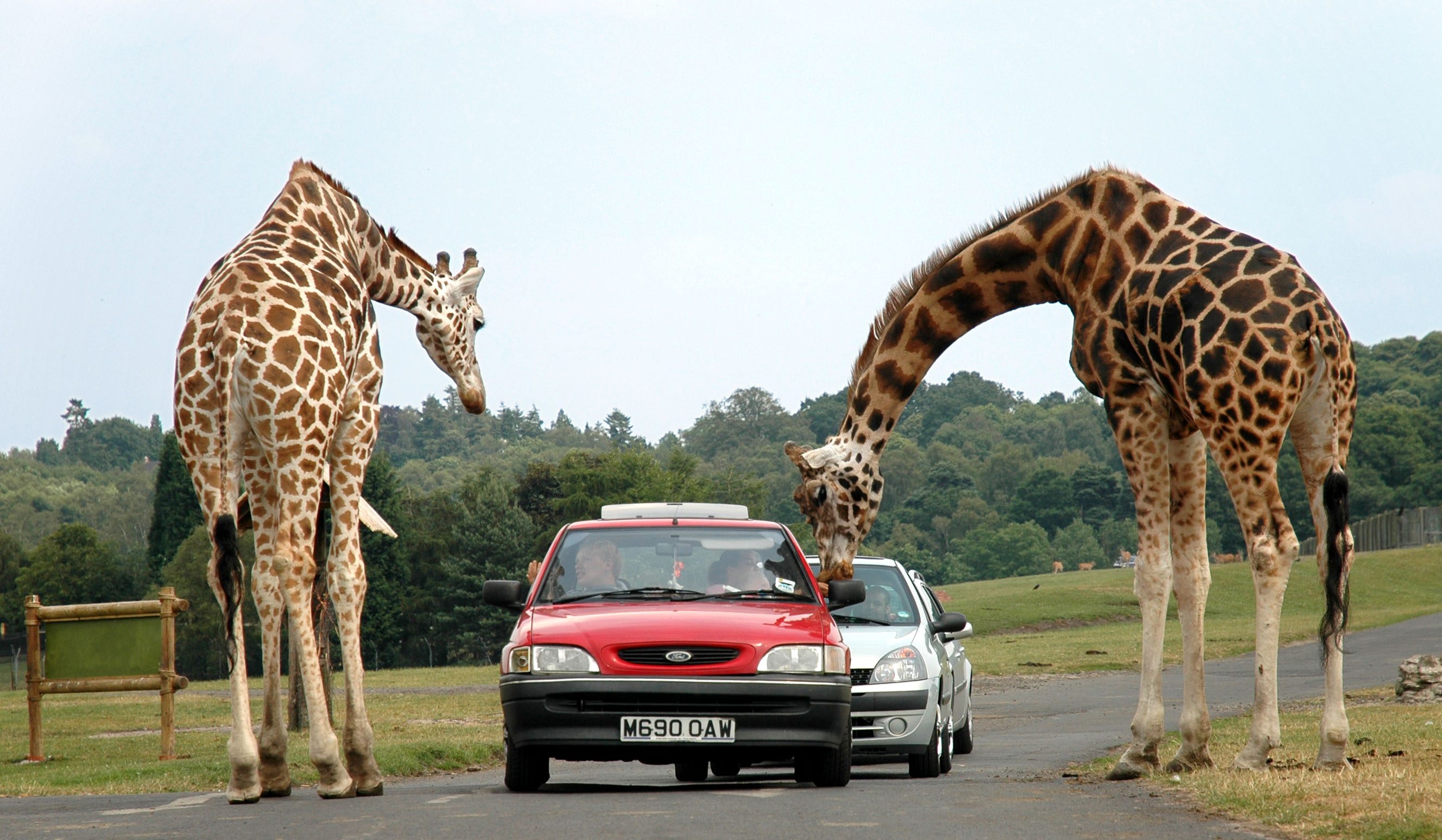
Žirafy v West Midland Safari Park

Safari park, někdy známý jako přírodní park, je zoo typu komerční turistické atrakce, vypadající spíš jako rezervace v zoologické zahradě. Návštěvníci mohou řídit vlastní vozidla nebo jet ve vozidlech, která poskytuje zařízení pro pozorování volně žijících zvířat. Hlavní atrakcí jsou často velká zvířata ze subsaharské Afriky, jako jsou žirafy, lvi, nosorožci, sloni, zebry a antilopy.
Safari park bývá mnohem větší než klasická zoo. Safari často mají i jiné související turistické atrakce: golfová hřiště, karnevalové jízdy, vláček, „zelené“ bludiště aj.

## Safari parky ve světě
Předchůdcem safari parků byl Africa U.S.A. Park, který fungoval v letech 1953–1961 na Floridě. Většina safari byla založena v krátkém období deseti let, v letech 1966 až 1975.

### Evropa
- Česko: Dvůr Králové (Safari v ZOO Dvůr Králové, 1989), Ostrava (Safari v ZOO Ostrava, od roku 2014), Olomouc (Safari v ZOO Olomouc, 2013), Chomutov (Safari v Zoopark Chomutov)
- Dánsko: Givskud (Løveparken, 1969), Knuthenborg (Knuthenborg Safaripark, 1969)
- Francie: Thoiry (Réserve Africaine, 1968), Peaugres (Safari de Peaugres, 1974), Sigean (Réserve africaine de Sigean, 1974), Saint-Vrain (Parc du Safari de Saint-Vrain, 1975–1998), Port-Saint-Père (Planète Sauvage, 1992)
- Chorvatsko: Veliki Brijun (Safari park Brijuni, 1978)
- Itálie: Bussolengo (Safari del Garda, 1969), Fasano (Zoosafari, 1973), Pombia (Zoo Safari, 1976)
- Německo: Gelsenkirchen (Löwenpark, 1968–1989), Tüddern (Löwen-Safari,1968–1990), Stuckenbrock (Hollywood und Safaripark, 1969), Hodenhagen (Serengeti Park, 1974)
- Nizozemsko: Hilvarenbeek (Safari Beekse Bergen, 1968)
- Rakousko: Gänserndorf (Safaripark, 1972–2004)
- Španělsko: Cabárceno (Parque de la Naturaleza, 1990)
- Švédsko: Kolmården (Safari Park, 1972–2011)
- Spojené království: Longleat (1966), Windsor (1969–1992), Woburn (1970), Blair Drummond (1970), Knowsley (1971), Bewdley (West Midland Safari Park, 1973)

### Amerika
- Kanada
  - Ontario: Rockton (African Lion Safari, 1969)
  - Québec: Hemmingford (Parc Safari Africain, 1972)
- Mexico: Puebla (Africam Safari, 1972)
- USA
  - Kalifornie: Irvine (Lion Country Safari, 1970–1984), San Diego (Wild Animal Park, 1972)
  - Florida: Loxahatchee (Lion Country Safari, 1967)
  - Georgie: Pine Mountain (Wild Animal Safari, 1991)
  - Louisiana: Epps (High Delta Safari Park)
  - Ohio: Port Clinton (African Safari Wildlife Park, 1973), Mason (Lion Country Safari na Kings Island, 1974–1993)
  - Oregon: Winston (Wildlife Safari, 1973)
  - Texas: Grand Prairie (Lion Country Safari, 1971–1992), San Antonio (Natural Bridge Wildlife Ranch, 1984), Glen Rose (Fossil Rim Wildlife Ranch, 1984)
  - Virginie: Doswell (Lion Country Safari at Kings Dominion, 1974–1993), Údolí Shenandoah (Virginia Safari Park, 2000)

### Afrika
- Egypt: Alexandrie (Africa Safari Park, 2004)

### Asie
- Čína: Šen-čen (Safari Park, 1993), Šanghaj (Wild Animal Park, 1995), Kanton (Xiangjiang Safari Park, 1997), Jin-an (Safari Park, 1999), Pa-ta-ling (Safari World, 2001)
- Indonésie: Cisarua (Taman Safari, 1990)
- Izrael: Ramat Gan (Safari Ramat Gan, 1974)
- Japonsko: Miyazaki (Safari Park, 1975), Usa (Kyushu African Safari, 1976), Mine (Akiyoshidai Safari Land, 1977), Tomioka (Gunma Safari Park, 1979), Susono (Fuji Safari Park, 1980), Himeji (Central Park, 1984)
- Pákistán: Láhaur (WildLife Safari Park, 1982)
- Thajsko: Bangkok (Safari World, 1988)